# Orlando Bloom
Orlando Bloom (Canterbury, 13. siječnja 1977.), britanski filmski glumac. Proslavio se ulogom Legolasa u Gospodaru prstenova. Njegove najpoznatije uloge su uloga Legolasa u triologiji Gospodar prstenova, Willa Turnera u Piratima s Kariba, princa Parisa u Troji i Balina de Ibelina u Kraljevstvu nebeskom.
Bloom je 2007. godine nastupio na Broadwayu glumeći Romea u mjuziklu Romeo i Julija.
Ima jedno dijete s manekenkom Mirandom Kerr.

## Rani život
Orlando je rođen u  Canterburyju u Engleskoj. Majka Sonia (ili Sheila) predaje jezike, a otac Harry je radio s Nelsonom Mandelom u Južnoj Africi - umro je kad su Orlandu bile 4 godine. Tek se kasnije doznalo da je Orlandov biološki otac zapravo obiteljski prijatelj Colin Stone. Orlando ima i stariju sestru Samanthu.S 16 godina seli se u London gdje se pridružio kazalištu "National Youth Theatre". Dobio je i stipendiju za "British American Drama Academy".  

## Karijera
Prvi put se pojavio na televiziji 1997. u filmu "Divlji" (u originalu "Wilde"). Bio je primljen u londonsku "Guildhall School of Music and Drama" gdje je nastupao u mnogobrojnim kazališnim predstavama. Na tv-ekranu se ponovno javlja 2000. godine u seriji "Umorstva u Midsomeru" kao Peter Drinkwater u epizodi "The Judgement day".  
Dva dana prije diplome na Guildhallu, Orlando je dobio ulogu Legolasa Greenleafa u trilogiji "Gospodar prstenova" ("The Lord of the Rings"). Idućih 18 mjeseci je proveo na Novom Zelandu snimajući scene za sva 3 filma odjednom. Ulogom plavokosog vilenjaka Legolasa je osvojio srca brojnih obožavatelja, a naročito obožavateljica, diljem svijeta. Za tu ulogu je morao naporno trenirati s lukom i strijelom, jahanje i mačevanje. 
Nakon "Gospodara", prihvatio je manju ulogu Todda Blackburna u filmu Ridleya Scotta "Pad crnog jastreba" ("Black Hawk Down") gdje je glumio s Joshom Harnettom. Godine 2002. našao se na filmskom platnu kao Joe Byrne iz "Kellyeve bande" ("Ned Kelly"). Uslijedila je britanska komedija "The Calcium Kid" gdje glumi mljekara Jimmyja koji je dobio priliku natjecati se za svjetsku boksačku titulu.
Još jedan zapaženiji nastup ostvario je u filmu "Pirati s Kariba: Prokletstvo Crnog bisera" ("Pirates of the Caribbean: The Curse of the Black Pearl") gdje je glumio uz svog idola Johnnyja Deppa. "Pirati" su bili ljetni hit popevši se na vrh box-officea i definitivno zbacivši Orlandovu anonimnost s palube. Nedugo nakon toga, odigrao je ulogu princa Parisa u "Troji" ("Troy") koji se ludo zaljubjuje u lijepu Helenu i otima je ne razmišljajući o posljedicama.
Osim toga, snimio je i film "Haeven" čija je svjetska premijera održana nedavno u Americi. Snima i filmove "Kingdom of Heaven" i "Elizabethtown" koji bi se narednih godina trebali naći i u našim kinima.
2006. je završeno snimanje filma "Pirati s Kariba: Mrtvačeva škrinja" koji je u kinima po zaradi nadmašio svog prethodnika, te je 2007. u kina stigao i njegov nastavak, Pirati s Kariba: Na kraju svijeta u kojima uz Orlanda, kao i u prvom djelu, glume Johnny Depp i Keira Knightley.
2012. je ponovno prihvatio ulogu vilenjaka Legolasa, ali u triologiji Hobit. Snimanje je trajalo do 2014. godine.

## Osobni život

### Veze
Orlando je bio u vezi s glumicom Kate Bosworth četiri godine. Par se čak i zaručio, a razdvojili su se 2006. godine raskinući zaruke. 
Glumac je nakon veze s glumicom Kate Bosworth završio u vezi s Mirandom Kerr. Bili su skupa šest godina, a 2010. godine su se vjenčali. Godine 2011. su dobili sina Flynna, a rastali su se krajem 2013. godine.

### Interesi i hobiji
U slobodno vrijeme, Orlando se bavi ekstremnim sportovima kao što su bungee skokovi, sky diving, paragliding, snowboard i surfanje. Zbog njegove avanturističke prirode dogodi mu se pokoja nezgoda: "Slomio sam kičmu, rebra, nos, obje noge, ruku, zapešće, prst na nozi i glavu tri puta" - rekao je Orlando.

## Filmografija
- Wilde (1998.)
- Pad crnog jastreba (2001.)
- Gospodar prstenova: Prstenova družina (2001.)
- Gospodar prstenova: Dvije kule (2002.)
- Gospodar prstenova: Povratak kralja (2003.)
- Pirati s Kariba: Prokletstvo Crnog bisera (2003.)
- Kellyeve bande (2003.)
- Troja (2004.)
- The Calcium Kid (2005.)
- Elizabethtown (2005.)
- Kraljevstvo nebesko (2005.)
- Raj na zemlji (2006.)
- Pirati s Kariba: Mrtvačeva škrinja (2006.)
- Pirati s Kariba: Na kraju svijeta (2007.)
- New York, I love you! (2008.)
- Main street (2010.)
- The good doctor (2011.)
- Tri mušketira (2011.)
- Zulu (2013.)
- Hobit: Smaugova pustoš (2013.)
- Hobit: Bitka pet vojski (2014.)

## Vanjske poveznice
- Orlando Bloom u internetskoj bazi filmova IMDb-u (engl.)
- Rotten-tomatoes.com  Arhivirana inačica izvorne stranice od 27. veljače 2007. (Wayback Machine)